# Torneo de Primera División de Fútbol Playa
La Torneo de Primera División de Fútbol Playa es un torneo nacional de clubes de fútbol playa organizado por la Federación Peruana de Fútbol (FPF). El equipo campeón de cada temporada representa a Perú en la Copa Libertadores de Fútbol Playa.

## Formato
El formato del Torneo de Primera División de Fútbol Playa 2024 se desarrollará una primera etapa de todos contra todos en 2 ruedas, en la segunda etapa se formarán 2 grupos de 5 clubes, distribuyendose entre los 5 primeros (Grupo A) y 5 últimos equipos (Grupo B) tras la fecha 18. Se proclamará campeón del torneo el mejor posicionado en el Grupo A.

## Equipos participantes
En la temporada 2024, sexta edición de este torneo, participan un total de 10 equipos, todos ellos de Lima.
| Club                     | Distrito          |
| ------------------------ | ----------------- |
| Academia Tito Drago      | Santiago de Surco |
| Atlético Ramca Perú      | Chorrillos        |
| Cobresol Jr.             | Chorrillos        |
| Ferrocarril Beach Soccer | Chorrillos        |
| Interbarrios VES         | Villa el Salvador |
| Unión Lurín              | Lurín             |
| Selección de Chorrillos  | Chorrillos        |
| Selección de Surco       | Santiago de Surco |
| Selección Manchay        | Pachacamac        |
| Sport Perú Nuevo         | Miraflores        |

## Campeones

### Títulos por año
| Torneo de Primera División Fútbol Playa FPF |                                                |                                                |                                                |                                                |
| Año                                         | Edición                                        | Campeón                                        | Resultado                                      | Subcampeón                                     |
| 2017                                        | I                                              | Ferrocarril BS                                 | 7 - 2                                          | Punta Hermosa BSC                              |
| 2018                                        | II                                             | Academia Tito Drago                            | 4 - 0                                          | Punta Hermosa BSC                              |
| 2019                                        | III                                            | Academia Tito Drago                            | 4 - 3                                          | Punta Hermosa BSC                              |
| 2020-2021                                   | Suspendida a causa de la pandemia de COVID-19. | Suspendida a causa de la pandemia de COVID-19. | Suspendida a causa de la pandemia de COVID-19. | Suspendida a causa de la pandemia de COVID-19. |
| 2022                                        | IV - Ver.                                      | Academia Tito Drago                            | Liga.                                          | Atlético Ramca Perú                            |
| 2022                                        | IV - Pri.                                      | Kurmy Soccer Juniors                           | 2 - 2                                          | Academia Tito Drago                            |
| 2023                                        | V                                              | Unión Lurín                                    | Liga.                                          | Academia Tito Drago                            |
| 2024                                        | VI                                             | Ferrocarril BS                                 | Liga.                                          | Selección de Surco                             |

### Títulos por equipo
| Equipo              | Campeón | Subcampeón | Años campeón        | Años subcampeón   |
| ------------------- | ------- | ---------- | ------------------- | ----------------- |
| Academia Tito Drago | 3       | 2          | 2018, 2019 y 2022-V | 2022-P y 2023     |
| Ferrocarril BS      | 2       | 0          | 2017 y 2024         |                   |
| Kurmy Soccer Junior | 1       | 0          | 2022-P              |                   |
| Unión Lurín         | 1       | 0          | 2023                |                   |
| Punta Hermosa BSC   | 0       | 3          |                     | 2017, 2018 y 2019 |
| Atlético Ramca Perú | 0       | 1          |                     | 2022-V            |